# Sec61
La secretasa 61 (o Sec61 o translocon Sec61, o SecY en levaduras) es un complejo proteico transmembrana del retículo endoplasmático responsable de la translocación cotraduccional de los polipéptidos.
Esta proteína está compuesta por las subunidades alfa (α), beta (β) y gamma (γ), aunque también puede contener proteínas adicionales como las TRAP.
| Descripción del nombre  | SECretoria |
| Nombre sistemático      | YLR378C    |
| Longitud (Aminoácidos)  | 480        |
| Peso molecular (Dalton) | 52947.9    |
| Punto isoléctrico       | +9.74      |

## Estructura

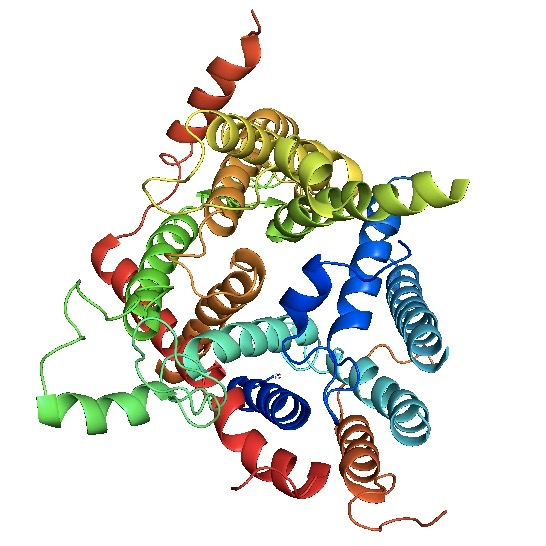
Representación tridimensional de la Sec61 desde la perspectiva citosólica

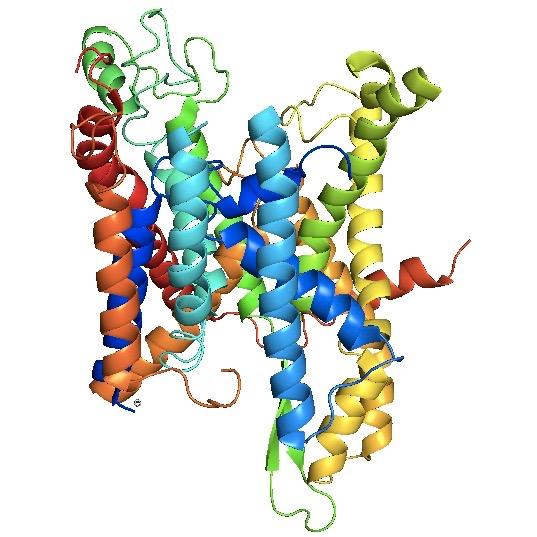
Representación tridimensional de la Sec61 desde la perspectiva de la membrana plasmática

La proteína Sec61 es heterotrimérica y tiene forma de cilindro vacío. Este cilindro aporta el ambiente acuoso necesario para la translocación de proteínas solubles. Además de las tres subunidades principales (Sec61α, Sec61β y Sec61γ), presenta una hélice corta (plug) que actúa como tapón en la parte citoplasmática del translocón. El desplazamiento del tapón conlleva la apertura del canal, en cuyo centro aparece un anillo constrictor formado por residuos hidrófobos. Así se forma un sello que rodea el péptido que se está introduciendo en el canal, de manera que ninguna otra molécula citoplasmática penetra al lumen del retículo endoplasmático (mantenimiento de la barrera iónica).

### Subunidades principales

#### Sec61α
Es la principal, la que forma el poro cilíndrico del canal. Tiene dos partes (Sec61α1 y Sec61α2) y presenta una apertura lateral que contacta con la bicapa lipídica, permitiendo así la inserción de los dominios hidrófobos de los péptidos en la membrana del RE. La Sec61α tiene varias hélices transmembrana (TM) insertadas en la membrana del retículo endoplasmático. En concreto, la TM2, la TM7 y la TM10 juegan un papel crucial en la entrada de péptidos al canal conductor de proteínas (CCP) y en su inserción en la membrana del RE a través de la apertura lateral. La subunidad α, por otro lado, presenta bucles citoplasmáticos (L6/L7 y L8/L9) que contactan con el ribosoma y lo fijan al RE.

#### Sec61β
Es una subunidad corta con una hélice transmembrana. Su papel es facilitar la inserción del péptido emergente del ribosoma en el translocón. Sin embargo, la translocación co-traduccional puede ocurrir sin la presencia de la Sec61β, aunque de forma más lenta. Por lo tanto, esta subunidad ayuda en el proceso, pero no es imprescindible para que este ocurra.

#### Sec61γ
Consta de dos α hélices, una transmembrana y otra citoplasmática. Es una subunidad sencilla cuya función es mantener unidas las dos partes de la subunidad principal, la sec61α.

### Conformación
Las líneas de investigación sobre la conformación que adopta la Sec61 en sus distintas actividades funcionales permanecen todavía abiertas. Por un lado, se plantea que probablemente la conformación de la proteína es diferente cuando está asociada a un ribosoma y cuando no lo está. Y, por otro lado, se estudia si la conformación del complejo Sec61–ribosoma varía según la función que esté llevando a cabo (introducir proteínas solubles al lumen del RE o insertar dominios hidrófobos en la membrana del mismo).
La conformación de la Sec61 cuando no está asociada a un ribosoma está todavía por descubrir. La hipótesis más sólida que los investigadores barajan es que la proteína posiblemente adopta una estructura compacta, de forma que el canal permanece cerrado para mantener la barrera de permeabilidad iónica.
En cuanto a la conformación del complejo Sec61–ribosoma, las investigaciones más recientes han desmentido la teoría anterior. 
En un principio se pensaba que este complejo podía adoptar dos conformaciones. La primera, el “estado de no inserción” (con la apertura lateral cerrada), se daría cuando la función que debía desempeñar la Sec61 fuera introducir una proteína soluble hasta el lumen del RE. Y la segunda, el “estado de inserción” (puerta lateral abierta), se adoptaría únicamente cuando la Sec61 tuviera que insertar una proteína en la membrana del RE. 
Sin embargo, actualmente el estudio mediante tomografía crioelectrónica de vesículas del retículo endoplasmático rugoso aisladas de páncreas canino ha permitido descubrir que la translocación de polipéptidos y la inserción de proteínas transmembrana implican cambios de la Sec61 mucho menores de lo que se creía anteriormente.
Las investigaciones han confirmado que la conformación del complejo Sec61–ribosoma siempre es lateralmente abierta. De esta forma, durante el paso a través del CCP, todos los péptidos emergentes se verían expuestos a colas lipídicas hidrófobas que sobresaldrían por la apertura lateral de la Sec61α. Dependiendo de su hidrofobicidad, los péptidos se verían más o menos atraídos por estas colas lipídicas. Aquellos que tienen partes hidrófobas y que deben insertarse en la membrana tendrían, gracias a esta conformación medio abierta de la Sec61, acceso directo a la bicapa lipídica. Y, a su vez, las proteínas solubles cuyo destino es el lumen del RE, no se verían atraídas por las colas hidrófobas y avanzarían hacia el interior del retículo.

## Función biológica
Sec61 es el componente principal de un complejo de translocones que forman canales responsables de la translocación de proteínas a través del retículo endoplasmático (RE).
Los ribosomas que están traduciendo proteínas se unen a la Sec61 para llevar a cabo la translocación co-traduccional de la proteína. La Sec61 realiza otras funciones tales como la integración de proteínas en la membrana del RE y el transporte de proteínas mal plegadas fuera del RE. También puede actuar como canal pasivo de cationes calcio, regulando así la homeostasis.
La translocación co-traduccional tiene lugar cuando la inserción de proteínas en el retículo endoplasmático empieza antes de que la cadena polipeptídica se haya acabado de sintetizar, es decir, la traducción y la translocación de proteínas son procesos simultáneos. Dicha translocación se inicia en el citosol, cuando la secuencia señal de una cadena polipeptídica en crecimiento es reconocida por una partícula citosólica llamada partícula de reconocimiento de señal (SRP), que se une a dicha señal. El complejo compuesto por el ribosoma, la cadena polipeptídica naciente y SRP se dirige a la membrana gracias a la unión entre la SRP y su receptor (R-SRP), localizado en el retículo endoplasmático.
A pesar de ésta, se produce otra interacción entre el ribosoma y el complejo Sec61. Al principio la interacción que se da entre el complejo y la Sec61 es débil (las proteasas pueden actuar sobre la cadena en crecimiento y la interacción se puede ver afectada a elevadas concentraciones de sal). La segunda etapa tiene comienzo en el momento en que la cadena polipeptídica naciente llega a una determinada longitud. El complejo Sec61 y el ribosoma se unen más estrechamente y, como consecuencia, las elevadas concentraciones de sal ya no producen efecto en la interacción y las proteasas no son accesibles a la cadena. Los experimentos demuestran que en esta etapa la secuencia señal se pone en contacto con otro componente de translocación, la proteína de la membrana de asociación de translocación (TRAM). En este momento, se procede a la apertura del canal para la inserción de la proteína.
La estrecha interacción entre el ribosoma y la Sec61, el reconocimiento de la secuencia señal dentro de la membrana y la apertura del canal se cree que son eventos simultáneos.
En función de la localización de la secuencia señal N-terminal de la cadena y la presencia de secuencias de paro o hidrofóbicas, las proteínas entrarán en el lumen del RE o quedarán insertadas en la membrana, convirtiéndose en proteínas transmembrana.

### Proteínas solubles
Cuando la traducción de las proteínas ha finalizado, una peptidasa se encarga de cortar la secuencia señal, liberando las proteínas en el lumen del RE. Seguidamente una serie de cofactores proteicos conocidos con el nombre de chaperonas, se unen a las proteínas e intervienen en su plegamiento.

### Proteínas transmembrana
Si se da el caso en que la proteína sintetizada tiene secuencias hidrofóbicas, éstas quedan atrapadas en la membrana citosólica del RE y pueden acabar convirtiéndose en una proteína transmembrana de paso único o de paso múltiple. 
Proteínas transmembrana de paso único
Proteínas que atraviesan la membrana una sola vez. La secuencia señal N-terminal es la responsable del comienzo de la translocación de la proteína. Un segmento de la cadena (stop-transfer sequence) frena el proceso antes de que toda la cadena se haya translocado. Esta secuencia de paro ancla la proteína en la membrana después de que la secuencia señal N-terminal (iniciador del proceso) sea eliminada. La secuencia de paro constituye un único segmento hélice alfa que atraviesa la membrana.
Proteínas transmembrana de paso múltiple
Proteínas que atraviesan la membrana más de una vez. Un péptido de señal interno actúa como señal de inicio de transferencia, iniciando así la translocación, hasta que un péptido actúa como señal de paro.

### Proteínas mal plegadas
Las proteínas que se pliegan de forma incorrecta en el retículo endoplasmático deben ser transportadas al citosol para su degradación por los proteasomas. Este proceso es conocido como degradación asociada al retículo endoplasmático (ERAD). El papel que juega la Sec61 en el proceso de exportación de proteínas mal plegadas fuera del RE se encuentra aún bajo disputa, pero se ha visto que la partícula reguladora (RP) del proteasoma 19S (necesaria para la extracción de proteínas mal plegadas fuera del RE) se une directamente al canal Sec61. Por lo tanto, aunque su función como canal de exportación general ha sido descartada, experimentos recientes sugieren que la interacción entre el 19S RP y el canal Sec61 es esencial para que se produzca esta exportación.

## Localización genética
Los genes que codifican la proteína Sec61 están localizados en el cromosoma 12, concretamente entre las coordenadas 875736 y 877178.

## Sobreexpresión y mutaciones de los genes
Recientemente, se ha descubierto que existe una relación demostrable entre mutaciones, sobreexpresión y amplificaciones de los genes que codifican las proteínas del complejo Sec61 y la aparición de algunas enfermedades en humanos como la diabetes y el cáncer, o que afecten el riñón y el hígado. Dependiendo de qué tipo de mutación se haya producido y en qué subunidad afecten surgirán unas afecciones determinadas.

### Mutaciones de Sec61α1
- Nefritis tubulointersticial (ADTKD)

Esta enfermedad está parcialmente causada por dos mutaciones, ambas con cambio de sentido, en el gen que codifica la subunidad Sec61α1 del complejo proteico. Una de las mutaciones implicadas es c.553a < G (p-Thr185Ala) y la otra es c.200T < G (p.Bal67Gly). Estas mutaciones provocan un malfuncionamiento de dicha subunidad y, por consiguiente, defectos de convolución de los túbulos pronéfricos de los riñones dando pie a la ADTKD.
- Diabetes

Una de las causas de la diabetes es la aparición de la mutación Y344H (sustitución de una histidina por una tirosina en el aminoácido número 344 de la cadena peptídica) en el gen de la Sec61α1. Esta mutación no permite que el complejo Sec61 regule correctamente la homeostasis de cationes calcio, cosa que provoca un estrés excesivo en el retículo endoplasmático. En consecuencia, las células β se ven inducidas a la apoptosis, produciendo una insuficiencia de insulina y, por lo tanto, hiperglucemia. 
- Esteatosis hepática

Una mutación en el gen Sec61α1 puede provocar la aparición de esta enfermedad.

## Inhibidores
Los inhibidores químicos son herramientas útiles para poder esclarecer los mecanismos moleculares de las vías metabólicas.
El conocimiento de que la translocación de proteínas al RE era un proceso fundamental en el crecimiento de las células cancerígenas, despertó un gran interés en conocer exactamente los procesos y el funcionamiento de la sec61, componente central del translocón, esencial en la citada translocación. 
Esto ha traído que estos últimos años se haya llevado a cabo una amplia investigación sobre este complejo proteico (Sec61). Así, en una de estas líneas de investigación, se está trabajando en el estudio de la inhibición de la Sec61 como terapia contra el cáncer. Por si esto fuera poco, se cuestiona también la posibilidad de su participación en el retro-translocación, es decir, en la translocación de las proteínas mal plegadas al citosol para su degradación.
Para poder analizar estas participaciones minuciosamente se han hecho experimentos centrados en la inhibición de la sec61. Antes de que se descubriesen los inhibidores específicos se generaron mutantes condicionales en organismos responsables de mutaciones genéticas. Intentando profundizar en estos conocimientos se puso en práctica la tecnología de siRNA. Sin embargo, estos experimentos dificultaban la interpretación de los resultados. Finalmente, han sido los inhibidores específicos los que nos han dado y nos dan una mecánica de momentos concretos del proceso en transcurso. 
Son varios los inhibidores que se han encontrado; entre ellos cabe mencionar el Lantano, los esteroles (precisamente el colesterol), varios ciclo depsipéptidos, mycolactone, eeyarestatin 1 y exotoxin A. Todos estos pueden ofrecernos diferentes enfoques de los procesos, facilitando la comprensión del funcionamiento. Esto se da gracias a que los inhibidores afectan al complejo de diferentes maneras y la efectividad de cada uno de ellos también es diferente. 

### Lantano
El Lantano (La3+) limita el dinamismo del sec61 inhibiendo el transporte de polipéptidos. Los sitios de unión del Lantano se agrupan en la presunta puerta lateral de la sec61. Estos iones pueden provocar cambios en la probabilidad de apertura y selección del canal estabilizando el modo abierto de la proteína y dando lugar a puertas laterales restringidas.  

### Esteroles
Los esteroles cambian la estructura y movilidad de las membranas biológicas; estos pueden tener efecto en cambios de conformación de TMDs, pero concretamente, pueden atarse específicamente a proteínas transmembrana modulando sus propiedades. Uno de estos, el colesterol, en cantidades significativamente menores que las de la membrana, provoca una inhibición reversible. El efecto de inhibición en la translocación de proteínas, sin embargo, varía entre diferentes esteroles. 

### Ciclo depsipéptidos
Se ha descubierto también la existencia de ciclodepsipéptidos (Hun-723, CAM 741, Cotransin, Apratoxin A,  Decatransin, Valinomycing o CADA) relacionados que bloquean la translocación co-traduccional del VCAM y otro subconjunto de proteínas dentro del RE. Los experimentos dicen que dichos compuestos actúan en el RE para así perturbar interacciones con la cadena naciente-VCAM asociada al ribosoma. Inhibidores de la importación de proteínas al RE pueden ser altamente específicos para sustratos, como los es CADA, o afectar de manera general a todo el canal sec61 como lo hace el decatransin.

### Eeyarestatin 1 (ESI)
También se ha demostrado que el Eeyarestatin 1 (ESI), previamente identificado como inhibidor asociado al ERAD, es un gran inhibidor de la translocación de proteínas. Se ha determinado la inhibición tanto in vivo como in vitro. Este impide la translocación de las cadenas polipeptídicas nacientes de la maquinaria co-traduccional a la sec61, además de alterar la homeostasis del RE y de tener actividad anticancerígena.

### Mycolactone
Una nueva y amplia perspectiva se ha abierto con el descubrimiento de la participación de mycolatones en la inhibición del complejo sec61 ya que este mostró una gran actividad antiviral. De hecho, es posible que se manifieste su utilidad en el tratamiento de patalogías asociadas a la elevada síntesis de proteínas secretadas.
Aunque al principio se supiese que el Mycolactone, un macrólido inmunosupresivo, perjudicaba el comportamiento de la sec61, no se conocían las bases de los mecanismos moleculares con los que esto ocurría.
Se ha demostrado que tiene efecto directo en el complejo sec61 provocando el bloqueo de las proteínas secretadas e integrales. Hay solamente una mutación de un solo amino que es resistente a este macrólido.